# Foxing
Foxing — американская инди-рок группа из Сент-Луиса, штат Миссури. Группа издала два студийных альбома и один EP, а также два сплита и сингл.

## История
Группа появилась в 2011 году, после распада Hunter Gatherer, пост-рок группа существовала с 2008 по 2010 года, в которой участвовали Джош Смит, Джон Хеллвиг и Мэтью Пива. Первоначальный состав группы вскоре расширился, включив в неё Конора Мерфи, который тогда был басистом группы Emo Family Might и ранее вокалистом инди и пост-рок группы Torchlight Red. В Foxing, также, вошли гитарист Бен Хелман из мелодичной пост-панк группы Eagle Scout. К осени 2011 года Хелман покинул группу, и Джим Фицпатрик из Falsetto Boy и Muscle Brain занял его место. В течение периода их формирования группа называла себя «She Hums in the Swarms», прежде чем поменяли название на «Foxing» в октябре 2011 года.
В январе 2012 года группа записывает EP «Old Songs». В марте 2012 года группа снова меняет состав: гитаристы Мэтью Пива и Джим Фицпатрик уходят, а на их место приходят Самуэль Науманн из Torchlight Red и Рикки Сэмпсон из эмо мат-рок группы Badgerhunt. Науман покинул группу в мае 2012 года, и Томас Пини, который был ведущим вокалистом и гитаристом Family Might заменил его. В августе 2012 года Foxing выпускает «Old Songs». В феврале 2013 года в Сент-Луисе группа выпускает два сплита совместно с Send Away Stranger и Japanese Breakfast на лейбле Carucage Records. В том же месяце Пини покидает группу, его сменил Эрик Хадсон из Torchlight Red, Family Might и Jimshorts. В марте 2013 года Foxing отправился в свой первый тур по Среднему западу, в котором они подписывают контракт с Count Your Lucky Stars.
Foxing выпустили свой дебютный альбом «The Albatross» в ноябре 2013 года на лейбле Count Your Lucky Stars. В 2014 году группа переходит на Triple Crown Records. На новом лейбле группа переиздает альбом. Весной 2014 года Foxing, вместе с Adventures и Seahaven устраивают тур. Также в 2014 году группа отправился в летнее турне по хедлайнеру вместе с The Hotelier. В октябре 2014 года группа играет на разогреве у Brand New и Modern Baseball. Летом 2015 года в Филадельфии они участвовали в туре группы mewithoutYou для разогрева нового альбома Pale Horses. Также, летом «The Albatross» появляется в Великобритании. 3 августа было объявлено, что второй альбом группы «Dealer» будет выпущен осенью. «Dealer» достиг 3-й позиции в чарте виниловых альбомов Billboard. Foxing устраивает зимний тур совместно с The World Is a Beautiful Place & I Am No Longer Afraid to Die.
В марте и апреле 2016 года группа отправилась в тур по США с поддержкой Lymbyc Systym, O’Brother и Tancred. Сразу после этого они отправились в свой первый тур по Великобритании и Европе совместно с This Town Needs Guns. В этот тур вошли даты в Копенгагене, Дания и Рейкьявик. Foxing гастролирует с Balance and Composure в октябре и ноябре 2016 года.
7 декабря 2017 года основатель и бас-гитарист Джош Смит объявил, что покидает группу, чтобы заняться карьерой в кино.

## Стиль
Foxing описывают как инди-рок и пост-рок группу. Альбом «The Albatross» характеризуют стилями чеймбер-поп, эмо, инди-рок, мат-рок и пост-рок напоминающий American Football, Dads, Empire! Empire! (I Was a Lonely Estate) и The World Is a Beautiful Place & I Am No Longer Afraid to Die. «Dealer» был описан как эмо, инди-рок и пост-рок.

## Награды
«Dealer» занял второе место в списке лучших альбомов AbsolutePunk 2015 года. Альбом был включен в список лучших альбомов TheWaster от 2015 года.

## Состав

### Основной состав
- Конор Мерфи — вокал, труба, семплер
- Рикки Сэмпсон — гитара, семплер
- Джон Хеллвиг — ударные, семплер
- Эрик Хадсон — гитара, вокал

### Участники тура
- Эмма Тиманн — скрипка, струнные, клавишные[34]

### Бывшие участники
- Томас Пини — гитара
- Самуэль Науманн — гитара
- Джим Фицпатрик — гитара, вокал
- Мэтью Пива — гитара
- Бен Хелман — гитара
- Джош Колл — бас-гитара, синтезатор, семплер

## Дискография

### Студийные альбомы
- The Albatross (2013)
- Dealer (2015)
- Nearer My God (2018)

### EP
- Old Songs (2012)
- White Flag (2016)
- Two (2017)

### Сплиты
- Foxing/Send Away Stranger (2013)[35]
- Foxing/Japanese Breakfast (2013)

### Синглы
- Glass Coughs (2015)[36]